# Balneolota
Phylum
Synonymes
- Balneolota Garcia-Lopez et al. 2019
- Balneolaeota Hahnke et al. 2016

Les Balneolota sont un phylum monotypique du règne des Pseudomonadati au sein du domaine Bacteria. Son nom provient de Balneola qui est le genre type de ce phylum.
Selon la LPSN (22 avril 2025) ce  phylum ne comporte qu'une seule classe, les Balneolia Munoz et al. 2017.

## Taxonomie
Ce phylum est proposé en 2016 par R.L. Hahnke et al. sous le nom de « Balneolaeota ». Il est validé cinq ans plus tard par Oren et Garrity après un renommage conforme au code de nomenclature bactérienne (le nom du phylum devant être dérivé de celui de son genre type, en l'occurrence Balneola, par adjonction du suffixe -ota conformément à une décision de l'ICSP en 2021).